# Войтов Мост
Во́йтов Мост (бел. Войтаў Мост) — хутор в Свислочском районе Гродненской области. Входит в состав Новодворского сельсовета. Располагается на территории национального парка «Беловежская Пуща», в Новосёлковском лесничестве.
В 2014 году здесь было обновлено здание Новосёлковского лесничества, на втором этаже которого расположилась гостиница «Войтов Мост» с пятью номерами. В 2015 году была построена баня.

## Великая Отечественная война
В 1943 в Войтовом Мосту расположился фашистский гарнизон. Немцы здесь начали строить посадочную площадку для самолетов, чтобы легче было вести борьбу с нарастающим партизанским движением. 4 августа 1943 года силами партизанского отряда имени М. И. Калинина, фашистский гарнизон был уничтожен. Вот как это вспоминает один из участников тех событий, заместитель комиссара партизанской бригады имени Чапаева, уполномоченный ЦК ЛКСМБ Яков Игнатьевич Баркунов:

Ночью группа партизан в количестве 18 человек с тремя ручными пулеметами вышла к урочищу. И вот нашему взору открылась поляна со стройным квадратом брезентовых палаток и крытыми автомашинами. Автоматчики Борис Кириченко, Степан Тафимцев, Бронислав и Станислав Мигурские, Николай Пытько, Сергей Богданчук, Миско и автор этих строк, пулеметчики Слащинин, Иван Кашин и Тимофей Хвесеня заняли исходные позиции. На рассвете открыли огонь. Немцы в одном белье выскакивали из палаток и падали, скошенные партизанскими пулями. Оставшиеся в живых удрали в Волковыск.
После этого боя у немцев отпала охота продолжать строительство. Но они усилили блокаду Беловежской пущи. Над кварталами пущи начали кружить немецкие самолеты, а по просекам были пущены в разведку танкетки.
Три дня отряду пришлось с боями менять свое месторасположение. В конце концов командир С. И. Степанов увел отряд в Липичанскую пущу к партизанам Барановичского соединения.

## Природа
Населённый пункт расположен посреди леса, в 2 км от деревни Новосёлки. В 100 метрах от хутора находится живописный лесной пруд, на берегу которого оборудована зона отдыха, доступная всем желающим. Пруд был выкопан в 60-х годах XX века для экстренного забора воды в случае лесных пожаров. Здесь можно увидеть диких животных, приходящих на водопой.
В 2014 году Новосёлковское лесничество стало победителем в конкурсе на лучшее оформление и благоустройство мест отдыха среди 17 лесничеств национального парка «Беловежская Пуща».
Через урочище проходит экологическая тропа, протяжённостью 15 км. В основном на ней представлено разнообразие растительных сообществ, характерное для этой части Беловежской пущи.

## Промышленность
На территории урочища «Войтов Мост» расположено государственное предприятие «Беловежская пуща». На предприятии работают 35 человек. Продукция и услуги предприятия: лесоматериалы круглые, древесина деловая, древесина топливная, пиломатериалы.

## Галерея

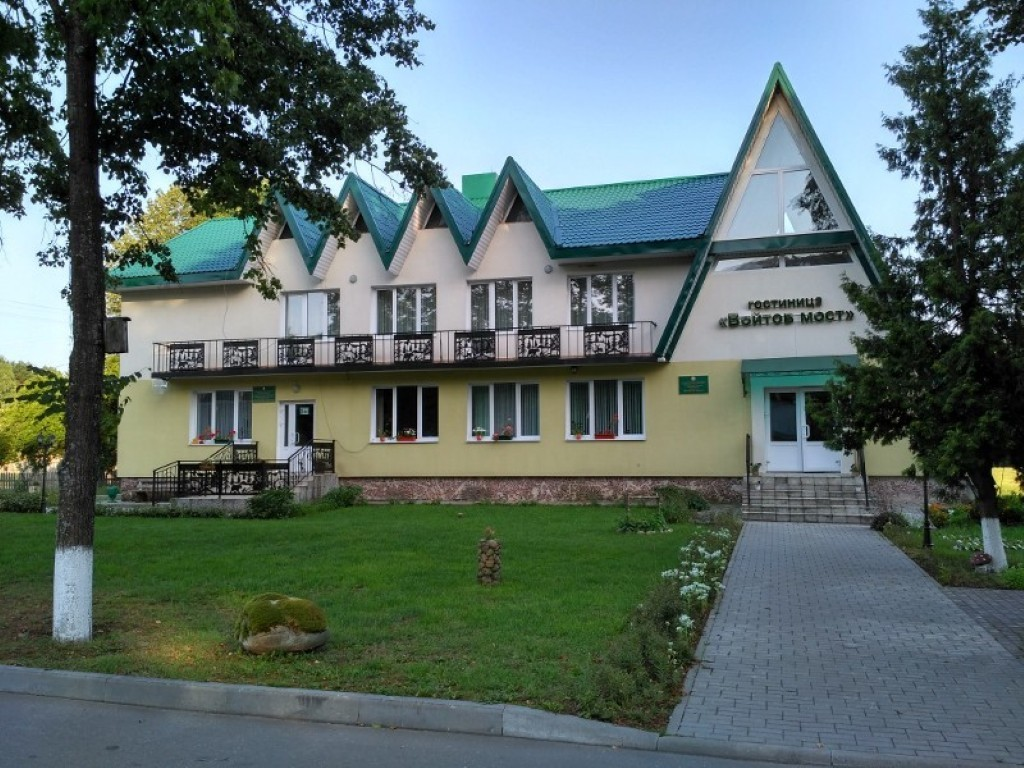
Обновлённое здание Новоселковского лесничества и гостиница "Войтов мост"
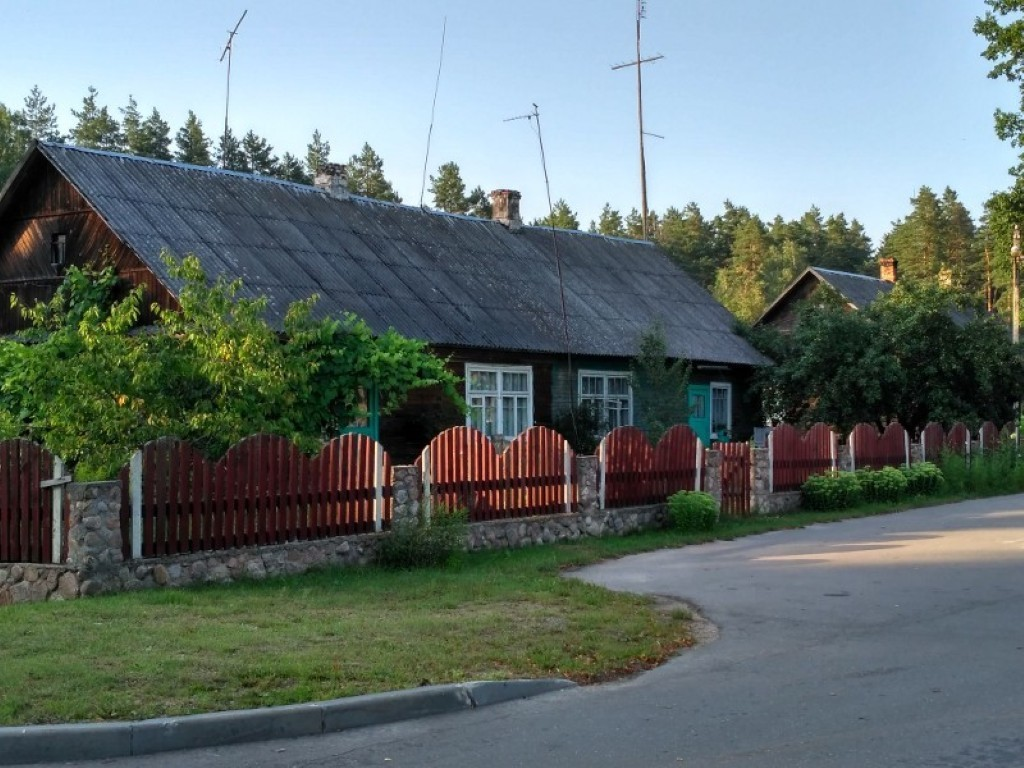
Жилые дома
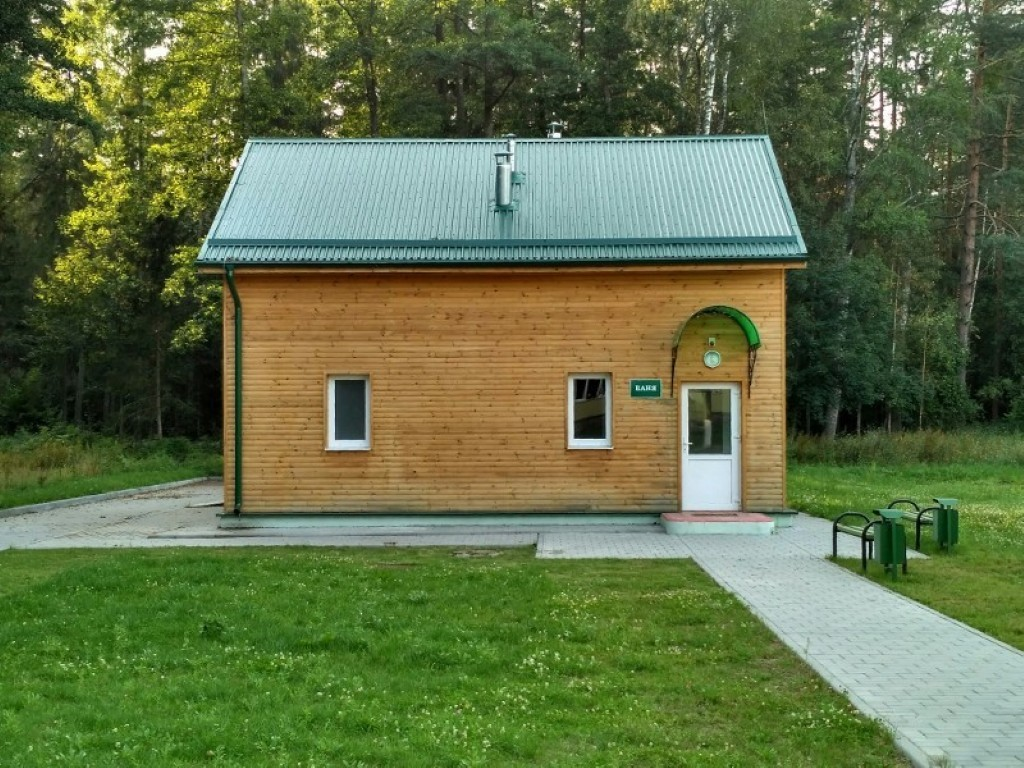
Баня
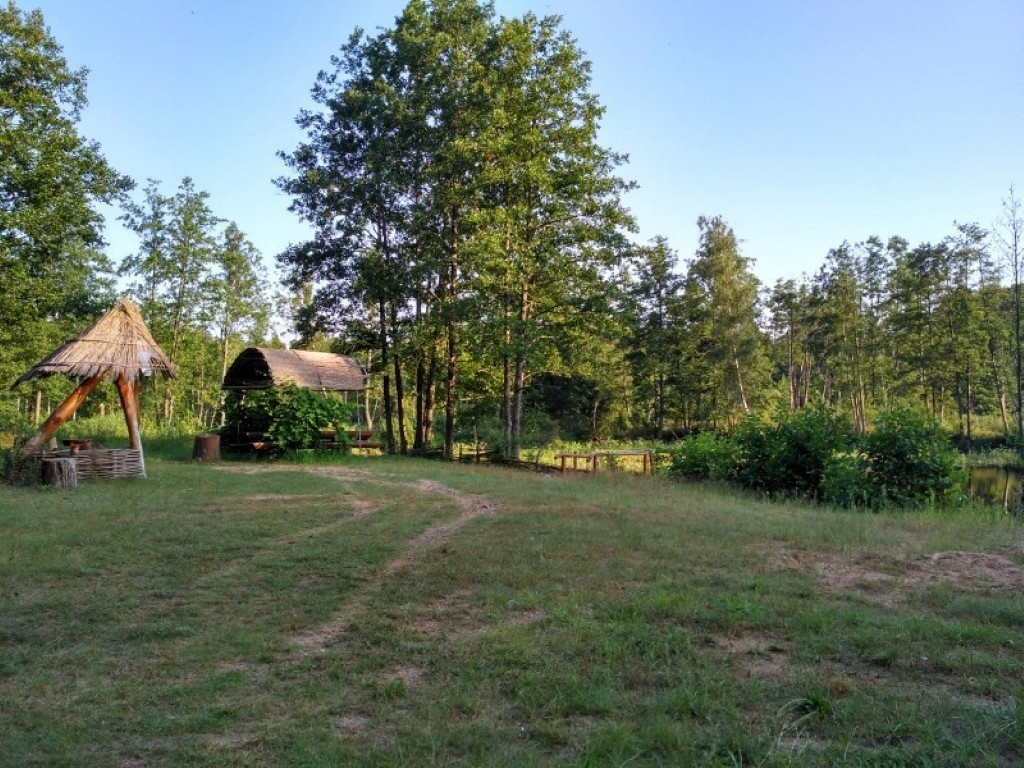
Зона отдыха
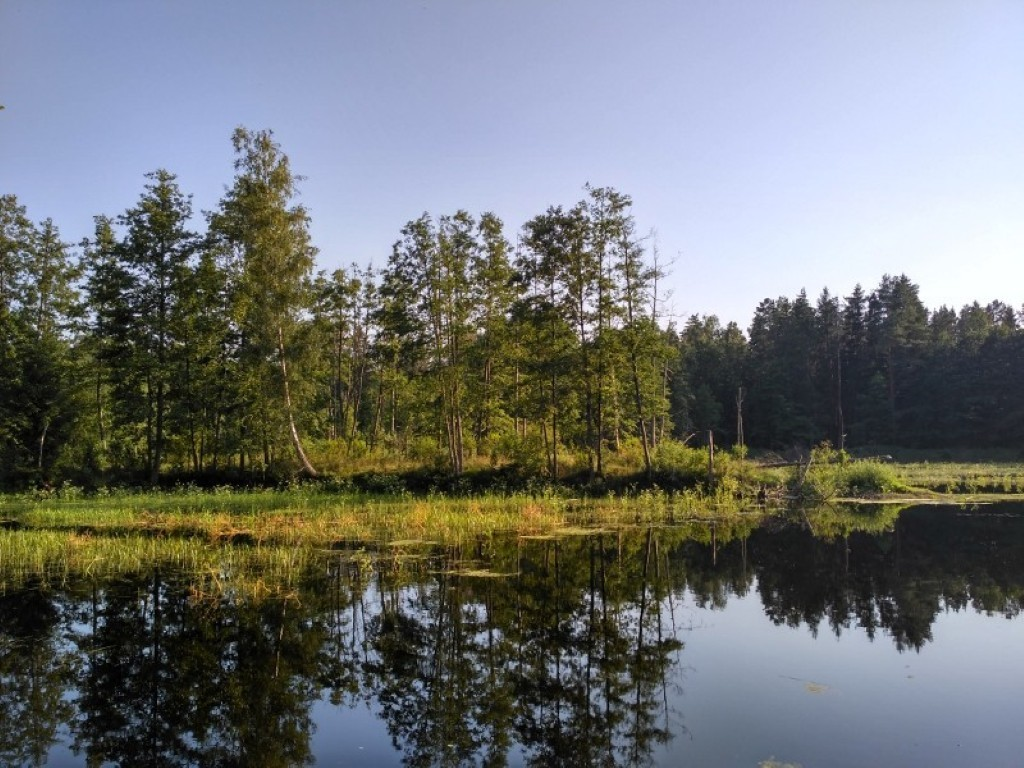
Лесной пруд